# Інчхон Мунхак
«Інчхон Мунхак» (кор. 인천문학경기장) — футбольний стадіон з біговими доріжками, місткістю 55 256 глядачів, що знаходиться в південнокорейському місті Інчхон, провінція Кьонгі.

## Історія
Стадіон був спеціально побудований для чемпіонату світу з футболу 2002 року в Південній Кореї та Японії і під час турніру вміщував 52 179 глядачів та носив назву Стадіон Кубка світу в Інчхоні.
Будівництво було розпочате 20 липня 1994 року, а офіційне відкриття стадіону відбулася 2 грудня 2001 року. Витрати на будівництво склали 327,7 млрд вон (приблизно 216 мільйонів євро).

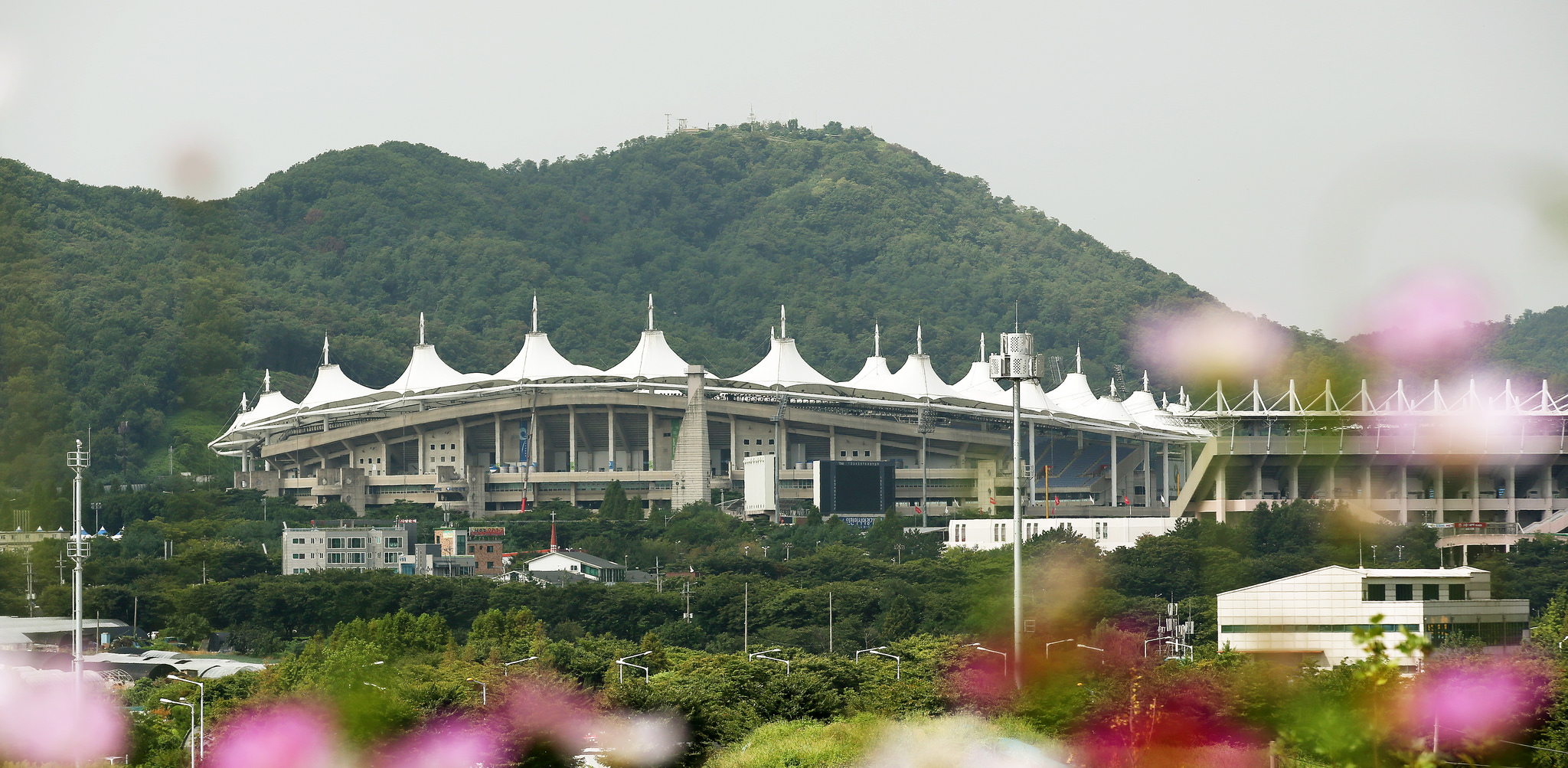
Зовнішній вигляд стадіону

У 2014 році в Інчхоні відбулись Азійські ігри, а на стадіоні «Інчхон Мунхак» відбулись деякі ігри футбольного турніру.

## Опис
Арена вміщує 50 256 місць; з яких використовуються 49 256. Мембранний дах, який складається з 24 елементів і утримується сталевими кабелями, був розроблений німецькою компанією Schlaich Bergermann та Partner.
Окрім ВІП-зони із загальною кількістю 230 місць, є ще 352 бізнес-місця та 306 спеціальних місць для інвалідів. Для журналістів передбачено 400 робочих місць з готовим столом і телефоном; а також 297 місць для коментаторів і 100 для фотографів. Навколо стадіону є 4559 паркувальних місць, а найближча станція метро знаходиться на відстані 500 метрів.
У безпосередній близькості від стадіону «Інчхон Мунхак» знаходиться Бейсбольний стадіон Мунхак, на якому грає команда СК Віверн.

## Матчі чемпіонату світу 2002 року на стадіоні
- 9 червня 2002:  Коста-Рика  —  Туреччина 1:1 (0:0)
- 11 червня 2002:  Данія  —  Франція 2:0 (1:0)
- 14 червня 2002:  Португалія —  Південна Корея 0:1 (0:0)